# تریبزیز
شهر تریبزیز (به آلمانی: Tribsees) در ایالت مکلنبورگ-فورپومن در کشور آلمان واقع شده‌است.